# Marjorie Gateson
Marjorie Gateson est une actrice et chanteuse américaine, de son nom complet Marjorie Augusta Gateson, née le 17 janvier 1891 à New York — Arrondissement de Brooklyn (État de New York), ville où elle est morte le 17 avril 1977.

## Biographie
Marjorie Gateson entame sa carrière au théâtre et joue dans sa ville natale (à Broadway) à partir de 1912, dans huit pièces, deux revues et surtout, quatorze comédies musicales. La première, comme « Chorus Girl », est The Dove of Peace en 1912, sur une musique de Walter Damrosch. Dans deux autres, The Love Letter en 1921 et For Goodness Sake en 1922, elle a comme partenaires Adele et Fred Astaire.
Elle se produit régulièrement jusqu'en 1930 sur les planches new-yorkaises, n'y revenant ultérieurement que pour deux ultimes comédies musicales, Sweethearts (en) en 1947, sur une musique de Victor Herbert, puis Show Boat en 1954 (avec Burl Ives), du tandem Kern-Hammerstein.
Entretemps, Marjorie Gateson se consacre au cinéma, apparaissant dans quatre-vingt-huit films américains sortis entre 1931 et 1946. Parmi eux figurent quinze films musicaux, dont L'amour vient en dansant (1941) de Sidney Lanfield, ou elle retrouve Fred Astaire en compagnie de Rita Hayworth, et Mademoiselle ma femme (1943) de Vincente Minnelli, avec Red Skelton et Eleanor Powell.
Parmi ses autres films notables, citons le drame Entrée des employés de Roy Del Ruth (1933, avec Warren William et Loretta Young) et la screwball comedy Soupe au lait de Leo McCarey (1936, avec Harold Lloyd, Adolphe Menjou et Verree Teasdale).
Après 1946, elle contribue pour la télévision à onze séries (certaines consacrées au théâtre) entre 1948 et 1958, ainsi qu'à un téléfilm, diffusé en 1952. Elle revient toutefois au grand écran pour un dernier film, la comédie Amour, Délices et Golf de Norman Taurog, avec Jerry Lewis, Dean Martin et Donna Reed, sortie en 1953.

## Théâtre à Broadway (intégrale)

### Comédies musicales
- 1912 : The Dove of Peace, musique et production de Walter Damrosch, lyrics de Wallace Irwin, livret de Wallace Irwin et Walter Damrosch
- 1913-1914 : Le Petit Café (The Little Cafe), musique d'Ivan Caryll, lyrics et livret de C. M. S. McLellan, d'après la pièce éponyme de Tristan Bernard
- 1917 : Have a Heart, musique de Jerome Kern, lyrics et livret de Guy Bolton et P. G. Wodehouse, avec Louise Dresser, Thurston Hall
- 1918 : Fancy Free, musique et lyrics d'Augustus Barratt, livret de Dorothy Donnelly et Edgar Smith (en)
- 1918 : Little Simplicity, musique d'Augustus Barratt, lyrics et livret de Rida Johnson Young
- 1920 : Little Miss Charity, musique de S. R. Henry et M. Savin, lyrics et livret d'Edward Clark
- 1921 : The Rose Girl, musique d'Anselm Goetzl, lyrics et livret de William Carey Duncan, direction musicale de Max Steiner, chorégraphie de Michel Fokine et Max Scheck
- 1921 : The Love Letter, musique de Victor Jacobi, lyrics et livret de William LeBaron, d'après la pièce The Phantom Rival de Ferenc Molnár, avec Adele et Fred Astaire, Alice Brady
- 1922 : For Goodness Sake, musique de William Daly et Paul Lannin, lyrics d'Arthur Jackson, livret de Fred Jackson, musique additionnelle de George Gershwin, avec Adele et Fred Astaire
- 1923 : Lady Butterfly, musique de Werner Janssen, lyrics et livret de Clifford Grey, d'après une pièce de Mark Swan et James T. Powers, avec Lionel Pape
- 1924 : Sweet Little Devil, musique de George Gershwin, lyrics de Buddy DeSylva, livret de Frank Mandel et Laurence Schwab
- 1927 : Oh, Ernest !, musique de Robert Hood Bowers, lyrics et livret de Francis DeWill, d'après la pièce L'Importance d'être Constant (The Importance of Being Earnest) d'Oscar Wilde
- 1947 : Sweethearts, musique de Victor Herbert, lyrics de Robert B. Smith, livret d'Harry B. Smith et Fred de Gresac, révisé par John Cecil Holm, arrangements de Robert Russell Bennett
- 1954 : Show Boat, musique de Jerome Kern, lyrics et livret d'Oscar Hammerstein II, d'après le roman éponyme d'Edna Ferber, orchestrations de Robert Russell Bennett, avec Burl Ives

### Pièces
- 1924 : So this is Politics ou Strange Bedfellows de Barry Conners
- 1924 : L'Homme en habit (The Man in Evening Clothes) d'André Picard et Yves Mirande, adaptation de Ruth Chatterton
- 1926 : The Blonde Sinner de Leon De Costa, avec Enid Markey
- 1927 : Hidden de William J. Hurlbut, mise en scène et production de David Belasco, avec Philip Merivale
- 1928 : The Great Necker d'Elmer Harris, avec Ray Walburn
- 1929 : Security d'Esme Wynne-Tyson, mise en scène de Stanley Logan, avec Thurston Hall
- 1930 : Cafe de Marya Mannes
- 1930 : As Good as New de Thompson Buchanan, mise en scène de Stanley Logan, avec Otto Kruger, Lionel Pape

### Revues
- 1915-1916 : Around the Map, musique d'Herman Finck, lyrics et livret de C. M. S. McLellan
- 1919 : Shubert Gaieties of 1919, musique de Jean Schwartz, lyrics d'Alfred Bryan, livret d'Ed Wynn, Edgar Smith (en) et Harold Atteridge

## Filmographie partielle

### Au cinéma
- 1931 : Beloved Bachelor de Lloyd Corrigan
- 1931 : The False Madonna de Stuart Walker
- 1932 : Street of Women d'Archie Mayo
- 1932 : Okay, America! de Tay Garnett
- 1932 : Society Girl de Sidney Lanfield
- 1933 : The King's Vacation de John G. Adolfi
- 1933 : Un rêve à deux (Let's Fall in Love) de David Burton
- 1933 : The World Changes de Mervyn LeRoy
- 1933 : Bureau des personnes disparues (Bureau of Missing Persons) de Roy Del Ruth
- 1933 : Dans la purée de Londres (Blind Adventure) de Ernest B. Schoedsack
- 1933 : Le Tombeur (Lady Killer) de Roy Del Ruth
- 1933 : Cocktail Hour de Victor Schertzinger
- 1933 : Lilly Turner de William A. Wellman
- 1933 : Entrée des employés (Employees' Entrance) de Roy Del Ruth
- 1933 : Croisière sentimentale (Melody Cruise) de Mark Sandrich
- 1934 : Gentlemen Are Born d'Alfred E. Green
- 1934 : La Passagère (Chained) de Clarence Brown
- 1934 : La Soirée de Miss Stanhope (Coming Out Party) de John G. Blystone
- 1934 : L'Agent n° 13 (Operator 13) de Richard Boleslawski
- 1934 : Big Hearted Herbert de William Keighley
- 1934 : Rayon d'amour (Happiness Ahead) de Mervyn LeRoy

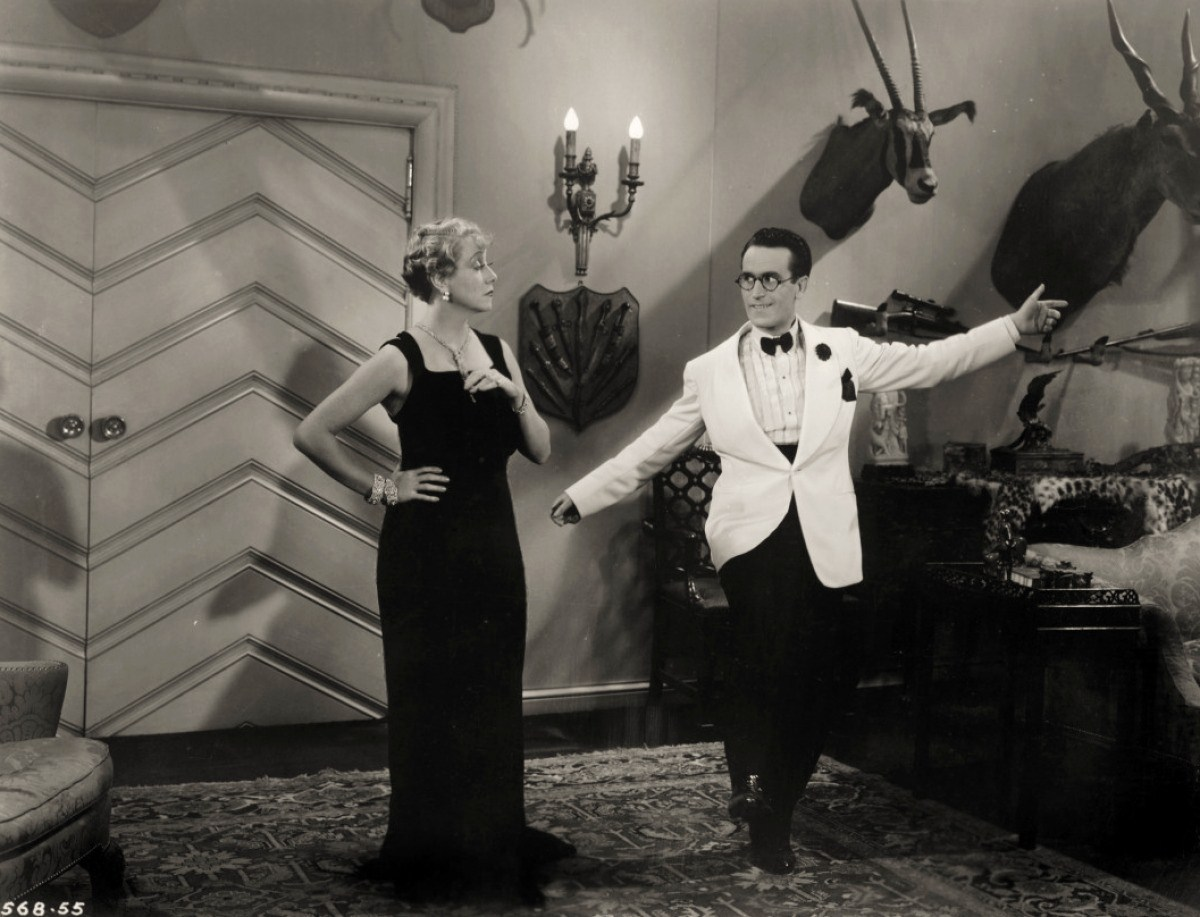
Avec Harold Lloyd, dans Soupe au lait (1936)

- 1935 : His Family Tree de Charles Vidor
- 1935 : Your Uncle Dudley d'Eugene Forde et James Tinling
- 1935 : Je veux être une lady (Goin' to Town) d'Alexander Hall
- 1936 : Soupe au lait (The Milky Way) de Leo McCarey
- 1936 : Sa femme et sa secrétaire (Wife vs. Secretary) de Clarence Brown
- 1936 : Le Premier Né (The First Baby) de Lewis Seiler
- 1936 : Empreintes digitales (Big Brown Eyes) de Raoul Walsh
- 1936 : Une certaine jeune fille (Private Number) de Roy Del Ruth
- 1936 : The Gentleman from Louisiana d'Irving Pichel
- 1936 : Three Married Men d'Edward Buzzell
- 1936 : Arizona Mahoney de James P. Hogan
- 1937 : On a volé cent mille dollars (We Have Our Moments) d'Alfred L. Werker
- 1937 : Éteignez la lune ! (Turn Off the Moon) de Lewis Seiler
- 1937 : First Lady de Stanley Logan
- 1937 : Vogues 1938 (Vogues of 1938) d'Irving Cummings
- 1938 : L'Île des angoisses (Gateway) d'Alfred L. Werker
- 1938 : Compagnons d'infortune (Stablemates) de Sam Wood
- 1938 : The Duke of West Point d'Alfred E. Green
- 1938 : Cinq jeunes filles endiablées (Spring Madness) de S. Sylvan Simon
- 1939 : Too Busy to Work (en) d'Otto Brower
- 1940 : In Old Missouri de Frank McDonald
- 1940 : Voyage sans retour (Till we meet again) d'Edmund Goulding
- 1940 : Parole Fixer (en) de Robert Florey
- 1940 : André Hardy va dans le monde (Andy Hardy meets Debutante) de George B. Seitz
- 1940 : Escape to Glory de John Brahm
- 1941 : Cinquième bureau (International Lady) de Tim Whelan
- 1941 : Back Street de Robert Stevenson
- 1941 : L'amour vient en dansant (You'll never get rich) de Sidney Lanfield
- 1942 : Qui perd gagne (Rings on Her Fingers) de Rouben Mamoulian
- 1942 : Obliging Young Lady de Richard Wallace
- 1943 : The Youngest Profession d'Edward Buzzell
- 1943 : La Dangereuse Aventure (No Time for Love) de Mitchell Leisen
- 1943 : Rhythm of the Islands de Roy William Neill
- 1943 : Mademoiselle ma femme (I Dood It) de Vincente Minnelli
- 1943 : L'Aventure inoubliable (The Sky's the Limit) d'Edward H. Griffith
- 1944 : Casanova in Burlesque de Leslie Goodwins
- 1944 : Sept Jours à terre (Seven Days Ashore) de John H. Auer
- 1946 : One More Tomorrow de Peter Godfrey
- 1953 : Amour, Délices et Golf (The Caddy) de Norman Taurog

### À la télévision (séries)
- 1948-1949 : The Philco Television Playhouse
  - Saison 1, épisode 9 I Like It Here (1948) de Fred Coe
  - Saison 2, épisode 8 Because of the Lockwoods (1949)
- 1953 : Broadway Television Theatre
  - Saison 2, épisode 26 Whistling in the Dark
  - Saison 3, épisode 5 Janie